# Anja Sønstevold
Anja Sønstevold (Oslo, 21 giugno 1992) è un'ex calciatrice norvegese, di ruolo difensore o centrocampista.

## Carriera

### Club
Sønstevold inizia la carriera a Groruddalen, area suburbana di Oslo, vestendo le maglie delle giovanili dell'SF Grei e del Linderud/Grei.
Nel 2009 si è trasferita al Kolbotn, aggregata alla prima squadra che disputa la Toppserien, massima divisione norvegese di categoria, nella quale fa il suo esordio il 16 aprile, alla 1ª giornata di campionato, entrando nella ripresa dell'incontro vinto 3-1 con il Fløya. Rimane legata alla società per altre 5 stagioni, ricoprendo all'interno della squadra tutte le posizioni, dal reparto difensivo a quello offensivo e indossando anche la fascia di capitano. Sigla la sua prima rete il 27 agosto 2011, alla 15ª giornata di campionato, nella vittoria per 5-2 sulle sue vecchie compagne del Linderud-Grei, maturando con la maglia del Kolbotn le 100 presenze in campionato nella stagione 2014, l'ultima con il club che lascia nel novembre 2014 per trasferirsi alle campionesse in carica del LSK Kvinner.
Lì, nell'estate del 2017, ha segnato la sua prima tripletta in una partita di coppa dove hanno battuto il Fortuna Ålesund 7-1. Con la squadra di Lillestrøm ha vinto il campionato norvegese per cinque volte di fila, partecipando inoltre alla UEFA Women's Champions League, ma non ha mai superato i quarti di finale, raggiunti nel 2018/19. Nel 2019/20, non sono riusciti a qualificarsi.
Dopo cinque anni a Lillestrøm, decide di trasferirsi in Francia per il suo primo campionato estero, firmando un contratto biennale con il Fleury per giocare dalla stagione 2020-2021. A disposizione del tecnico David Fanzel, viene impiegata già dalla 1ª giornata di campionato, facendo il suo debutto in Division 1 Féminine il 5 settembre 2020, scendendo in campo da titolare nell'incontro pareggiato in casa con il Montpellier. Tuttavia, solo dopo aver giocato un altro incontro in D1, Sønstevold è costretta a disertare i campi da gioco per sette mesi, vittima di un infortunio che, a causa delle carenze del settore medico del club francese la costringe a fare prima ritorno in patria e poi a trascorrere al Centre technique national Fernand Sastre di Clairefontaine-en-Yvelines gli ultimi mesi della lunga riabilitazione. Al suo ritorno tuttavia si ritrova in un ambiente ostile, eccessivamente gerarchico, dove in caso di ripetute sconfitte le calciatrici erano costrette a sottostare a pesanti allenamenti che risultavano provanti fisicamente e che non miglioravano le prestazioni complessive della squadra, situazione che la indice a rescindere il contratto e a lasciare il club a fine stagione.
Dopo aver avuto contatti con diversi club anche italiani, e aver avuto una convincente conversazione con Rita Guarino, da poco responsabile tecnico dell'Inter, Sønstevold decide di trasferirsi al club nerazzurro, per giocare la stagione entrante nella sua seconda esperienza all'estero. Guarino decide di impiegarla nel reparto difensivo già dalla 1ª giornata di campionato, facendo il suo debutto in Serie A il 29 agosto 2021, scendendo in campo da titolare nell'incontro vinto 3-0 in trasferta con il Napoli. il 14 novembre di quello stesso anno, alla 9ª giornata di campionato, sigla la sua prima rete "italiana", aprendo al 6' le marcature, con un gol da fuori area, nella vittoria casalinga per 5-0 sul Verona.
Il 16 gennaio 2024 viene acquistata a titolo definitivo dalla Roma, sempre in Serie A, con la quale a fine campionato vincerà lo scudetto e la Coppa Italia..
Con un messaggio social il 28 maggio 2024, a soli 31 anni, ha annunciato il suo ritiro dal calcio giocato per poter stare di più con la propria famiglia.

### Nazionale
Sønstevold inizia ad essere convocata dalla Federcalcio norvegese (NFF) dal 2007, iniziando a indossare la maglia della formazione Under-15, passando alla Under-16 l'anno seguente, squadra con la quale tra maggio e settembre 2008 marca 11 presenze siglando la sua prima rete con la maglia della sua nazionale.
Nel 2009 viene chiamata per la prima volta in Under-17, debuttandovi in amichevole il 13 marzo nella vittoria per 4-1 con le pari età della Finlandia, per poi disputare la seconda fase di qualificazione all'Europeo 2009 di categoria. In quell'occasione viene impiegata in tutti i tre incontri del gruppo 1, dove la Norvegia, con due vittorie e un pareggio con la Svezia a reti inviolate, riesce a ottenere l'accesso alla fase finale a discapito di queste ultime, a pari punti ma con una peggiore differenza reti. Rimasta in rosa, gioca anche i due incontri in programma del torneo UEFA, con la sua nazionale battuta sia in semifinale, dalla Spagna con il risultato di 2-0, che nella finale per il terzo posto, dalla Francia per 3-1.
Qualche mese più tardi, ancora diciassettenne, indossa per la prima volta la maglia della formazione Under-19, giovanile con la quale in quasi tre anni marcherà 27 presenze. Dopo avervi debuttato nella doppia sfida amichevole con la Svezia del 14 e 16 agosto, il tecnico federale Jarl Torske la inserisce in rosa con la squadra che affronta le qualificazioni all'Europeo della Repubblica di Macedonia 2010, venendo impiegata in tutti i sei incontri delle due fasi, con a Norvegia che dopo aver chiuso al primo posto l'inizia turno eliminatorio dopo la sconfitta per 3-0 con la Germania nella fase élite non riesce ad accedere alla fase finale. Rimasta in quota anche per le successive edizioni dell'Europeo di categoria, dopo aver disputato il Torneo di La Manga nel marzo 2011, collabora nell'ottenere l'accesso alla fase finale disputando tutti i tre incontri della fase élite di qualificazione all'Europeo di Italia 2011. In questa occasione scende in campo in tutti i cinque incontri della fase finale, condividendo con le compagne il percorso della sua nazionale che la vede protagonista nel torneo, superando da seconda, con de vittorie e una sconfitta, con la Germania, il gruppo B nella fase a gironi, battendo poi l'Italia per 3-2 in semifinale, ma venendo poi sconfitta, con il pesante risultato di 8-1, dalla Germania in finale. Questa è anche l'ultimo incontro di Sønstevold in U-19.
Grazie a questo risultato la Norvegia ottiene anche la qualificazione, con una selezione Under-20, al Mondiale di Giappone 2012. Dopo aver disputato una serie di amichevoli, Sønstevold è inserita in rosa con le 21 giocatrici scelte da Torske per il torneo FIFA, venendo impiegata nei primi due dei tre incontri del gruppo C, dove la Norvegia supera il turno da seconda sconfitta solo dalla Corea del Nord, e poi ai quarti di finale, dove la sua nazionale perdendo l'incontro per 4-0 viene eliminata dalla Germania.
Prima di questo, aveva già fatto due apparizioni per la squadra Under-23, per la quale ha giocato altre partite negli anni successivi.
Dopo aver ricevuto la prima convocazione con la nazionale maggiore nell'autunno 2013, il commissario tecnico Even Pellerud decide di inserirla in rosa con la squadra che ha in programma una serie di amichevoli in Spagna, a La Manga, con la quale debutta il 14 gennaio 2014, assieme a Guro Reiten, sua futura compagna di squadra al LSK Kvinner, nella vittoria per 2-1 con la Spagna Il ct, tuttavia, decide di non convocarla per l'Algarve Cup 2014. Per indossare nuovamente la maglia della nazionale deve attendere un altro anno, chiamata per la successiva edizione dell'Algarve Cup e dove Pellerud la impiega due volte, nel secondo incontro della prima fase eliminatoria, vittoria per 1-0 sull'Islanda, e nella vittoriosa finale per il quinto posto dove la Norvegia supera la Danimarca con il risultato di 5-2.
In seguito è inserita nella prima e provvisoria lista delle 35 giocatrici candidate per il Mondiale di Canada 2015 redatta dalla NFF il 23 aprile 2015, venendo tuttavia inizialmente esclusa dalla squadra definitiva il 14 maggio. Ciò nonostante, a causa dell'indisponibilità di Caroline Graham Hansen, che deve ritirarsi per infortunio il 19 maggio, Pellerud la reintegra in rosa, condividendo con le compagne, pur senza mai essere impiegata, il percorso che vede la Norvegia giungere agli ottavi di finale venendo qui eliminata dall'Inghilterra.
Nelle qualificazioni per Euro 2017, è stata utilizzata solo nella vittoria per 2-0 in Galles. È stata anche nominata per la finale, ma è stata usata solo una volta. Poiché i norvegesi non sono riusciti a segnare per la prima volta alle finali e hanno perso le tre partite del gruppo, il campionato europeo è finito prematuramente per lei. Dopo di che, è stata nominata per altre tre partite nelle qualificazioni per la Coppa del Mondo 2019, ma non è stata utilizzata. Nel 2018, è stata ancora utilizzata in due partite all'Algarve Cup. Dopo di che, è stata utilizzata solo una volta di più nella squadra U-23 nel maggio 2019. Non è stata nominata per la Coppa del Mondo 2019, anche se è stata una giocatrice regolare a Lillestrøm nel 2018 e nel 2019. È stata considerata di nuovo solo per la Coppa Algarve 2020 e ha giocato in due partite.

## Statistiche

### Presenze e reti nei club
Statistiche aggiornate al 27 maggio 2024.
| Stagione           | Squadra            | Campionato         | Campionato | Campionato | Coppe nazionali | Coppe nazionali | Coppe nazionali | Coppe continentali | Coppe continentali | Coppe continentali | Altre coppe | Altre coppe | Altre coppe | Totale | Totale |
| Stagione           | Squadra            | Comp               | Pres       | Reti       | Comp            | Pres            | Reti            | Comp               | Pres               | Reti               | Comp        | Pres        | Reti        | Pres   | Reti   |
| ------------------ | ------------------ | ------------------ | ---------- | ---------- | --------------- | --------------- | --------------- | ------------------ | ------------------ | ------------------ | ----------- | ----------- | ----------- | ------ | ------ |
| 2009               | Kolbotn            | TS                 | 17         | 0          | CN              | -               | -               |                    | -                  | -                  |             | -           | -           | 17+    | 0+     |
| 2010               | Kolbotn            | TS                 | 22         | 0          | CN              | -               | -               |                    | -                  | -                  |             | -           | -           | 22+    | 0+     |
| 2011               | Kolbotn            | TS                 | 21         | 2          | CN              | 2               | 0               |                    | -                  | -                  |             | -           | -           | 23     | 2      |
| 2012               | Kolbotn            | TS                 | 19         | 0          | CN              | 2               | 0               |                    | -                  | -                  |             | -           | -           | 21     | 0      |
| 2013               | Kolbotn            | TS                 | 21         | 1          | CN              | 1               | 0               |                    | -                  | -                  |             | -           | -           | 22     | 1      |
| 2014               | Kolbotn            | TS                 | 22         | 4          | CN              | 3               | 3               |                    | -                  | -                  |             | -           | -           | 25     | 7      |
| Totale Kolbotn     | Totale Kolbotn     | Totale Kolbotn     | 122        | 7          |                 | 8+              | 3+              |                    | -                  | -                  |             | -           | -           | 130+   | 10+    |
| 2015               | LSK Kvinner        | TS                 | 19         | 2          | CN              | 5               | 2               | UWCL               | 4                  | 0                  |             | -           | -           | 28     | 4      |
| 2016               | LSK Kvinner        | TS                 | 22         | 4          | CN              | 4               | 2               | UWCL               | 2                  | 0                  |             | -           | -           | 28     | 6      |
| 2017               | LSK Kvinner        | TS                 | 21         | 1          | CN              | 4               | 3               | UWCL               | 4                  | 0                  |             | -           | -           | 29     | 4      |
| 2018               | LSK Kvinner        | TS                 | 22         | 2          | CN              | 4               | 1               | UWCL               | 6                  | 2                  |             | -           | -           | 32     | 5      |
| 2019               | LSK Kvinner        | TS                 | 21         | 2          | CN              | 5               | 1               | UWCL               | 3                  | 0                  |             | -           | -           | 29     | 3      |
| Totale LSK Kvinner | Totale LSK Kvinner | Totale LSK Kvinner | 105        | 11         |                 | 22              | 9               |                    | 19                 | 2                  |             | -           | -           | 146    | 22     |
| 2020-2021          | Fleury             | D1                 | 7          | 0          | CF              | -               | -               | -                  | -                  | -                  | -           | -           | -           | 7      | 0      |
| 2021-2022          | Inter              | A                  | 22         | 2          | CI              | 3               | 0               | -                  | -                  | -                  | -           | -           | -           | 25     | 1      |
| 2022-2023          | Inter              | A                  | 19         | 0          | CI              | 1               | 0               | -                  | -                  | -                  | -           | -           | -           | 20     | 0      |
| 2023-2024          | Inter              | A                  | 9          | 0          | CI              | -               | -               | -                  | -                  | -                  | -           | -           | -           | 9      | 0      |
| Totale Inter       | Totale Inter       | Totale Inter       | 50         | 2          |                 | 4               | 0               |                    | -                  | -                  |             | -           | -           | 54     | 2      |
| gen-giu-2024       | Roma               | A                  | 13         | 0          | CI              | 5               | 0               | UWCL               | -                  | -                  | -           | -           | -           | 18     | 0      |
| Totale carriera    | Totale carriera    | Totale carriera    | 297        | 20         |                 | 39+             | 12+             |                    | 19                 | 2                  |             | -           | -           | 355    | 33+    |

### Cronologia presenze e reti in nazionale
| Cronologia completa delle presenze e delle reti in nazionale ― Norvegia | Cronologia completa delle presenze e delle reti in nazionale ― Norvegia | Cronologia completa delle presenze e delle reti in nazionale ― Norvegia | Cronologia completa delle presenze e delle reti in nazionale ― Norvegia | Cronologia completa delle presenze e delle reti in nazionale ― Norvegia | Cronologia completa delle presenze e delle reti in nazionale ― Norvegia | Cronologia completa delle presenze e delle reti in nazionale ― Norvegia | Cronologia completa delle presenze e delle reti in nazionale ― Norvegia |
| Data                                                                    | Città                                                                   | In casa                                                                 | Risultato                                                               | Ospiti                                                                  | Competizione                                                            | Reti                                                                    | Note                                                                    |
| ----------------------------------------------------------------------- | ----------------------------------------------------------------------- | ----------------------------------------------------------------------- | ----------------------------------------------------------------------- | ----------------------------------------------------------------------- | ----------------------------------------------------------------------- | ----------------------------------------------------------------------- | ----------------------------------------------------------------------- |
| 14-1-2014                                                               | La Manga                                                                | Spagna                                                                  | 1 – 2                                                                   | Norvegia                                                                | Amichevole                                                              | -                                                                       | 46’                                                                     |
| 6-3-2015                                                                | Lagos                                                                   | Islanda                                                                 | 0 – 1                                                                   | Norvegia                                                                | Algarve Cup 2015 - 1º turno                                             | -                                                                       | 59’                                                                     |
| 11-3-2015                                                               | Albufeira                                                               | Danimarca                                                               | 2 – 5                                                                   | Norvegia                                                                | Algarve Cup 2015 - Finale 5º-6º posto                                   | -                                                                       | 62’                                                                     |
| 7-6-2016                                                                | Newport                                                                 | Galles                                                                  | 0 – 2                                                                   | Norvegia                                                                | Qual. Euro 2017                                                         | -                                                                       | 85’                                                                     |
| 24-10-2016                                                              | Kristiansand                                                            | Norvegia                                                                | 0 – 0                                                                   | Svezia                                                                  | Amichevole                                                              | -                                                                       | 72’                                                                     |
| 29-11-2016                                                              | Chemnitz                                                                | Germania                                                                | 1 – 1                                                                   | Norvegia                                                                | Amichevole                                                              | -                                                                       | 50’                                                                     |
| 19-1-2017                                                               | La Manga                                                                | Svezia                                                                  | 1 – 2                                                                   | Norvegia                                                                | Amichevole                                                              | -                                                                       | 66’                                                                     |
| 22-1-2017                                                               | La Manga                                                                | Inghilterra                                                             | 0 – 1                                                                   | Norvegia                                                                | Amichevole                                                              | -                                                                       | 72’                                                                     |
| 3-3-2017                                                                | Faro                                                                    | Spagna                                                                  | 3 – 0                                                                   | Norvegia                                                                | Algarve Cup 2017 - 1º turno                                             | -                                                                       |                                                                         |
| 6-3-2017                                                                | Faro                                                                    | Giappone                                                                | 2 – 0                                                                   | Norvegia                                                                | Algarve Cup 2017 - 1º turno                                             | -                                                                       | 71’                                                                     |
| 10-4-2017                                                               | Skien                                                                   | Norvegia                                                                | 2 – 1                                                                   | Svizzera                                                                | Amichevole                                                              | -                                                                       | 63’                                                                     |
| 11-7-2017                                                               | Sedan                                                                   | Francia                                                                 | 1 – 1                                                                   | Norvegia                                                                | Amichevole                                                              | -                                                                       | 80’                                                                     |
| 20-7-2017                                                               | Breda                                                                   | Belgio                                                                  | 2 – 0                                                                   | Norvegia                                                                | Euro 2017 - Fase a gironi                                               | -                                                                       | 90’ 46’                                                                 |
| 2-3-2018                                                                | Vila Real de Santo António                                              | Cina                                                                    | 0 – 2                                                                   | Norvegia                                                                | Algarve Cup 2018 - 1º turno                                             | -                                                                       |                                                                         |
| 5-3-2018                                                                | Parchal                                                                 | Portogallo                                                              | 2 – 0                                                                   | Norvegia                                                                | Algarve Cup 2018 - 1º turno                                             | -                                                                       | 58’                                                                     |
| 4-3-2020                                                                | Parchal                                                                 | Danimarca                                                               | 1 – 2                                                                   | Norvegia                                                                | Algarve Cup 2020 - 1ª fase                                              | -                                                                       | 61’                                                                     |
| 7-3-2020                                                                | Lagos                                                                   | Germania                                                                | 4 – 0                                                                   | Norvegia                                                                | Algarve Cup 2020 - 2ª fase                                              | -                                                                       | 78’                                                                     |
| 30-11-2021                                                              | Erevan                                                                  | Armenia                                                                 | 0 – 10                                                                  | Norvegia                                                                | Qual. Mondiali 2023                                                     | 1                                                                       | 58’                                                                     |
| 16-2-2022                                                               | Lagos                                                                   | Norvegia                                                                | 0 – 2                                                                   | Portogallo                                                              | Algarve Cup 2022                                                        | -                                                                       | 73’                                                                     |
| 20-2-2022                                                               | Faro                                                                    | Italia                                                                  | 2 – 1                                                                   | Norvegia                                                                | Algarve Cup 2022                                                        | -                                                                       | 24’                                                                     |
| 23-2-2022                                                               | Faro                                                                    | Portogallo                                                              | 0 – 2                                                                   | Norvegia                                                                | Algarve Cup 2022 - Finale 3º posto                                      | -                                                                       | 46’                                                                     |
| 7-7-2022                                                                | Southampton                                                             | Norvegia                                                                | 4 – 1                                                                   | Irlanda del Nord                                                        | Euro 2022 - Fase a gironi                                               | -                                                                       | 65’                                                                     |
| 2-9-2022                                                                | Lovanio                                                                 | Belgio                                                                  | 0 – 1                                                                   | Norvegia                                                                | Qual. Mondiali 2023                                                     | -                                                                       |                                                                         |
| 7-10-2022                                                               | Oslo                                                                    | Norvegia                                                                | 1 – 4                                                                   | Brasile                                                                 | Amichevole                                                              | -                                                                       |                                                                         |
| 11-10-2022                                                              | L'Aia                                                                   | Paesi Bassi                                                             | 0 – 2                                                                   | Norvegia                                                                | Amichevole                                                              | -                                                                       |                                                                         |
| 11-11-2022                                                              | La Nucia                                                                | Norvegia                                                                | 1 – 2                                                                   | Francia                                                                 | Amichevole                                                              | -                                                                       |                                                                         |
| 15-11-2022                                                              | San Pedro del Pinatar                                                   | Inghilterra                                                             | 1 – 1                                                                   | Norvegia                                                                | Amichevole                                                              | -                                                                       | 66’, 72’                                                                |
| 11-4-2023                                                               | Göteborg                                                                | Svezia                                                                  | 3 – 3                                                                   | Norvegia                                                                | Amichevole                                                              | -                                                                       | 61’                                                                     |
| 20-7-2023                                                               | Auckland                                                                | Nuova Zelanda                                                           | 1 – 0                                                                   | Norvegia                                                                | Mondiali 2023 - Fase a gironi                                           | -                                                                       | 90’                                                                     |
| 25-7-2023                                                               | Hamilton                                                                | Svizzera                                                                | 0 – 0                                                                   | Norvegia                                                                | Mondiali 2023 - Fase a gironi                                           | -                                                                       | 73’                                                                     |
| 30-7-2023                                                               | Auckland                                                                | Norvegia                                                                | 6 – 0                                                                   | Filippine                                                               | Mondiali 2023 - Fase a gironi                                           | 3                                                                       | 8’                                                                      |
| Totale                                                                  |                                                                         | Presenze                                                                | 31                                                                      |                                                                         | Reti                                                                    | 1                                                                       |                                                                         |

## Palmarès

### Club
- Campionato norvegese: 5

LSK Kvinner: 2015, 2016, 2017, 2018, 2019
- Coppa di Norvegia: 4

LSK Kvinner: 2015, 2016, 2018, 2019
- Campionato italiano: 1

Roma: 2023-2024
- Coppa Italia: 1

Roma: 2023-2024